# Hugo de Oliveira Piva
Hugo de Oliveira Piva (Brotas, 3 de maio de 1927) é um engenheiro aeronáutico e matemático brasileiro, ex-piloto de testes e ex-diretor do DCTA de 1984 a 1987.

## Biografia
Natural de Brotas, cresceu em uma família de fazendeiros, começou sua carreira como piloto de caça, consagrando-se como o recordista brasileiro de tiro aéreo (de um avião contra um alvo rebocado por outro avião – de aeronaves P-47). Em 1950, Piva chegou a São José dos Campos para cursar Engenharia Aeronáutica no instituto, onde se formou com louvor, em 1958. Piloto de provas, pioneiro dos ensaios em vôo técnicos no Brasil, fazia os ensaios para homologação dos aviões feitos no Brasil ou que sofriam grandes mudanças estruturais no peíodo de 1958 a 1964. Dentre as aeronaves que Hugo atuou como piloto de testes se destaca o Helicoptéro Beija-Flor.
Depois de obter, em 1968, o doutorado em Aeronáutica e Matemática Aplicada no Instituto de Tecnologia da Califórnia, Piva retornou ao Brasil e ingressou no recém-criado programa espacial brasileiro, onde se tornou um dos oficiais mais atuantes. Trabalhou no programa espacial brasileiro desde 1968, quando começaram os primeiros desenvolvimentos efetivos de foguetes de sondagem no Brasil. Todos os desenvolvimentos importantes de foguetes de sondagem e armamentos guiados no Brasil aconteceram entre 1974 e 1987 época que ele era diretor do Centro Técnico Aeroespacial (CTA).
O major-brigadeiro Piva, em 2003 foi nomeado Membro Honorário da Society of Experimental Test Pilots (SETP), os membros honorários da SETP são selecionados entre eminentes personalidades do campo aeronáutico mundial, com ênfase nos ensaios em vôo, sendo apenas o segundo brasileiro que recebeu a honraria, o primeiro foi Ozires Silva. 
Em 2011 tomou posse na cadeira n°70 da ANE.